# Буке, Анри
Анри Луи Буке (фр. Henri Louis Bouquet; 1719 — 2 сентября 1765) — швейцарский наёмник, получивший известность на британской службе во время Франко-индейской войны и Восстания Понтиака. Он наиболее известен своей победой над индейцами в Сражении при Буши-Ран, за которую получил официальное благодарственное письмо от короля Великобритании.

## Биография
Анри Буке родился в городе Роль в Швейцарии, в 1719 году. Он начал свою военную карьеру в возрасте 17 лет в качестве кадета швейцарского полка в армии Голландской республики. В 1739 году Буке вступил в армию Королевства Сардиния. Получив звание лейтенанта во время Войны за австрийское наследство, он привлёк внимание Вильгельма IV, принца Оранского и главы Голландской республики. Принц назначил его подполковником швейцарской гвардии в Гааге. Во время службы в Гааге в Соединённых провинциях Буке смог расширить свои знания в области математики и естественных наук, а также усовершенствовать свои социальные навыки.
Франко-индейская война началась, когда Буке всё ещё находился в Соединённых провинциях. После катастрофического поражения Брэддока в 1755 году британское правительство планировало укрепить свою военную мощь в Северной Америке путём вербовки немецких и швейцарских наёмников. Весной 1756 года Буке прибыл в Северную Америку и вступил в Британскую армию, возглавив 1-й батальон Королевского американского полка. Он внёс существенный вклад в успех кампании по вербовке в армию немецких иммигрантов Пенсильвании. Чтобы способствовать набору рекрутов, был принят особый акт парламента, разрешающий назначение зарубежных немецкоязычных офицеров. Буке готовил свой батальон как лёгкую пехоту, улучшая навыки, необходимые для ведения военных действий в лесной местности.
Королевский американский полк участвовал во всех основных сражениях франко-индейской войны. После того, как полк прибыл в город Чарлстон на подмогу Южной Каролине и Джорджии, его переправили в Филадельфию, для участия в экспедиции генерала Джона Форбса в 1758 году, в которой принимал участие и 1-й батальон Буке.
В августе 1759 года Буке руководил строительством и укреплением форта Питт на месте сожжённого форта Дюкен. Когда произошло Восстание Понтиака, он уже являлся опытным офицером, полковником британской армии, знакомым с войной как в Европе, так и в Северной Америке. Несколько британских аванпостов в долине реки Огайо были захвачены восставшими индейцами, а форт Питт находился в осаде. Главнокомандующий британскими войсками в Северной Америке Джеффри Амхерст приказал полковнику снять осаду с форта Питт и переслать часть солдат 42-го и 77-го полков в форт Преск-Иль для поддержки ожидавшего наступления Генри Гладуина. Выступив из Карлайла полковник направился к форту Питт и 19 июля достиг форта Лаудон, а 25-го — форта Бедфорд. 5 августа 1763 года, примерно в 40 км от форта Питт на территории современного округа Уэстморленд, войско Буке подверглось нападению индейцев. В двухдневном сражении, несмотря на серьёзные потери, британцы смогли одержать победу при Буши-Ран, и форт Питт был освобождён. Успех Буке стал значительным поворотным моментом в восстании. Он получил официальное благодарственное письмо от короля Великобритании за успех его кампании и спасение форта Питт. Губернатор Пенсильвании Джеймс Гамильтон также написал ему письмо, в котором поблагодарил за «победу и триумф над индейцами».
7 июля 1763 года, во время осады форта Питт, Амхерст послал Буке письмо, в приписке на внутренней стороне конверта он сделал предложение, возможно, возникшее благодаря рапорту командира поста Экуэра об оспе среди гарнизона форта Питт, — «нельзя ли было придумать, как наслать оспу на эти нелояльные племена»? На что тот ответил с осторожностью, что попытается передать им несколько заражённых одеял. 16 июля в письме Амхерст одобрил предполагаемые действия полковника. Таким образом, Буке оказался причастным к широко известному впоследствии инциденту, который некоторые историки трактуют как первый пример использования биологического оружия.
Осенью 1764 года Буке возглавил военную экспедицию, которая должна была выступить к западу от форта Питт и атаковать селения делаваров и шауни вдоль рек Сайото и Маскингум. 3 октября он покинул аванпост и отправился к реке Таскаровас. Положение индейцев было критическим — у них отсутствовали боеприпасы, чтобы сражаться, но и бежать они не могли, так как тогда бы они остались без продовольствия перед наступлением зимы. В рамках мирного договора Буке потребовал возвращения всех белых пленников в обмен на обещание не уничтожать индейские деревни. К 5 ноября вожди племён неохотно передали более 200 пленных, многие из которых были приняты в индейские семьи. Обсудив все условия мирного соглашения, полковник 18 ноября отправился в обратный путь.
В 1765 году Буке был повышен до звания бригадного генерала после его удачной экспедиции в Огайо и назначен командующим британскими войсками в южных колониях. Он умер от жёлтой лихорадки 2 сентября 1765 года в Пенсаколе.

### Книги
- Dixon, David. Never Come to Peace Again: Pontiac's Uprising and the Fate of the British Empire in North America (англ.). — Norman: University of Oklahoma Press, 2005. — ISBN 978-0806144627.
- Middleton, Richard. Pontiac's War: Its Causes, Course and Consequences (англ.). — London; New York: Routledge, 2007. — 272 p. — ISBN 978-0415979139.
- Nester, William R. «Haughty Conquerors»: Amherst and the Great Indian Uprising of 1763 (англ.). — Westport, Connecticut: Praeger, 2000. — ISBN 0-275-96770-0.
- Sipe, C. Hale. The Indian wars of Pennsylvania (англ.). — Harrisburg: The Telegraph Press, 1929.

### Статьи
- Fenn, Elizabeth A. Warfare in Eighteenth-Century North America: Beyond Jeffery Amherst (англ.) // Journal of American History. — Oxford: Oxford University Press, 2000. — Vol. 86, iss. 4. — P. 1552—1580. — ISSN 0021-8723. — doi:10.2307/2567577. — JSTOR 2567577.
- E. Douglas Branch. Henry Bouquet: Professional Soldier (англ.) // The Pennsylvania Magazine of History and Biography. — Oxford: University of Pennsylvania Press, 1938. — Vol. 62, iss. 1. — P. 41-51. — JSTOR 20087086.